# Irène Jouannet
Pour les articles homonymes, voir Jouannet.
Irène Jouannet, née le 29 juin 1945 à Roanne (Loire), est une réalisatrice, scénariste et militante française.

## Biographie[1]
Durant les années 1970, Irène Jouannet milite au sein du Mouvement pour la liberté de l'avortement et de la contraception (MLAC), ce qu'elle raconte plus tard dans un ouvrage intitulé Mes années MLAC : petite chronique d'une grande conquête (2020).
Irène Jouannet se distingue avec ses deux premiers courts métrages, Final, en sélection officielle lors de la Berlinale 1990 et nommé aux Césars 1990, et L'Autre Célia, d’après une nouvelle de Theodore Sturgeon, qui est lauréat du Prix spécial du jury au Festival de Clermont-Ferrand et du grand Prix du Festival de Vannes en 1992.
Ensuite, Irène Jouannet écrit et réalise en 1984 un premier long métrage, L'Intrus, avec Marie Dubois et Richard Anconina. En 1995, elle adapte et réalise Dancing nuage, avec Mireille Perrier, pour Arte. Puis en 1998, elle sort Dormez, je le veux !, une adaptation d'un ouvrage de Marie Nimier (L’Hypnotisme à la portée de tous), avec Féodor Atkine, François Berléand, Céline Milliat-Baumgartner et Catherine Frot.
Elle a également réalisé des reportages pour l’émission Envoyé Spécial : Silence, on double et Le Sexe en question.

## Filmographie

### Réalisatrice
- 1984 : L'Intrus
- 1990 : Final
- 1992 : L'Autre Célia
- 1995 : Dancing nuage (téléfilm)
- 1998 : Dormez, je le veux !
- 2001 : Le Bon Fils (téléfilm)
- 2003 : L'Année de mes sept ans (téléfilm)
- 2004 : En ce temps-là, l'amour...

### Scénariste
- 1984 : L'Intrus
- 1992 : L'Autre Célia
- 1995 : Dancing nuage (téléfilm)
- 1998 : Dormez, je le veux !
- 2001 : Le Bon fils (téléfilm)
- 2003 : L'Année de mes sept ans (téléfilm)

## Distinctions

### Récompenses
- Festival Cinéma d'Alès Itinérances 1990 : Grand prix du jury pour Final
- Festival du film de télévision de Luchon 2001 : Grand prix de la fiction pour Le Bon Fils

### Sélections
- Berlinale 1990 : sélection pour Final
- Festival de Clermont-Ferrand 1990 : sélection pour L'Autre Célia

## Publication
- Mes années MLAC : petite chronique d'une grande conquête, Éditions du Croquant, collection «  Documents », 2020  (ISBN 978-2-36512-236-8)